# Chimanimani

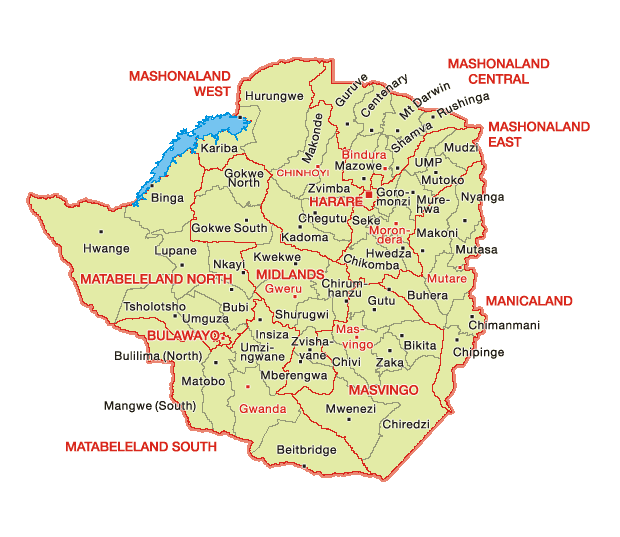
Distritos do Zimbabwe

Chimanimani ou, em português, Chimanimáni  é uma cordilheira e um distrito na província zimbabweana de Manicaland. Os picos das montanhas, que se estendem por cerca de 50 km, servem de fronteira entre Moçambique e o Zimbabué ; o mais alto destes, o Monte Binga, imediatamente dentro do território de Moçambique, é o pico mais alto destas montanhas e, ao mesmo tempo, o ponto mais elevado deste país. A Reserva Nacional de Chimanimani foi criada em território moçambicano em 2003.
A aldeia de Chimanimani foi fundada por Thomas Moodie em 1892 e em 1895 foi deslocada para a localização atual e era oficialmente denominada Melsetter, o nome da casa da família Moodie na Escócia. O nome foi mudado em 1982, depois da independência do Zimbabwe, em 1980. De acordo com o censo de 1982, a aldeia tinha uma população de 1370 habitantes. Existe ainda neste local um escritório de turismo, uma vez que as montanhas, parte das quais são protegidas como um parque transfronteiricço, são muito procuradas. O Chimanimani Arms Hotel é uma relíquia da arquitetura colonial. Costuma realizar-se anualmente, por altura da Páscoa, um festival de música e arte africanas.